# Zabok
Zabok ist eine Stadt in Kroatien. Sie liegt im Nordwesten Kroatiens in der Region Zagorje und hat 8994 Einwohner (Volkszählung von 2011), überwiegend Kroaten. Die Stadt gehört zur Gespanschaft Krapina-Zagorje.

## Stadtgliederung
Die Stadtgemeinde Zabok umfasst 17 Ortschaften:
| - Bračak - Bregi Zabočki - Dubrava Zabočka - Grabrovec (Zabok) - Grdenci - Gubaševo - Hum Zabočki - Jakuševec Zabočki - Lug Zabočki | - Martinišće - Pavlovec Zabočki - Prosenik Gubaševski - Prosenik Začretski - Repovec - Špičkovina - Tisanić Jarek - Zabok |

## Geographie
Die Stadt befindet sich etwa 30 km nordwestlich der Hauptstadt Zagreb und wird vom Fluss Krapinica durchflossen. Der Stadtname „Zabok“ bedeutet „nach der Flussbiegung“.

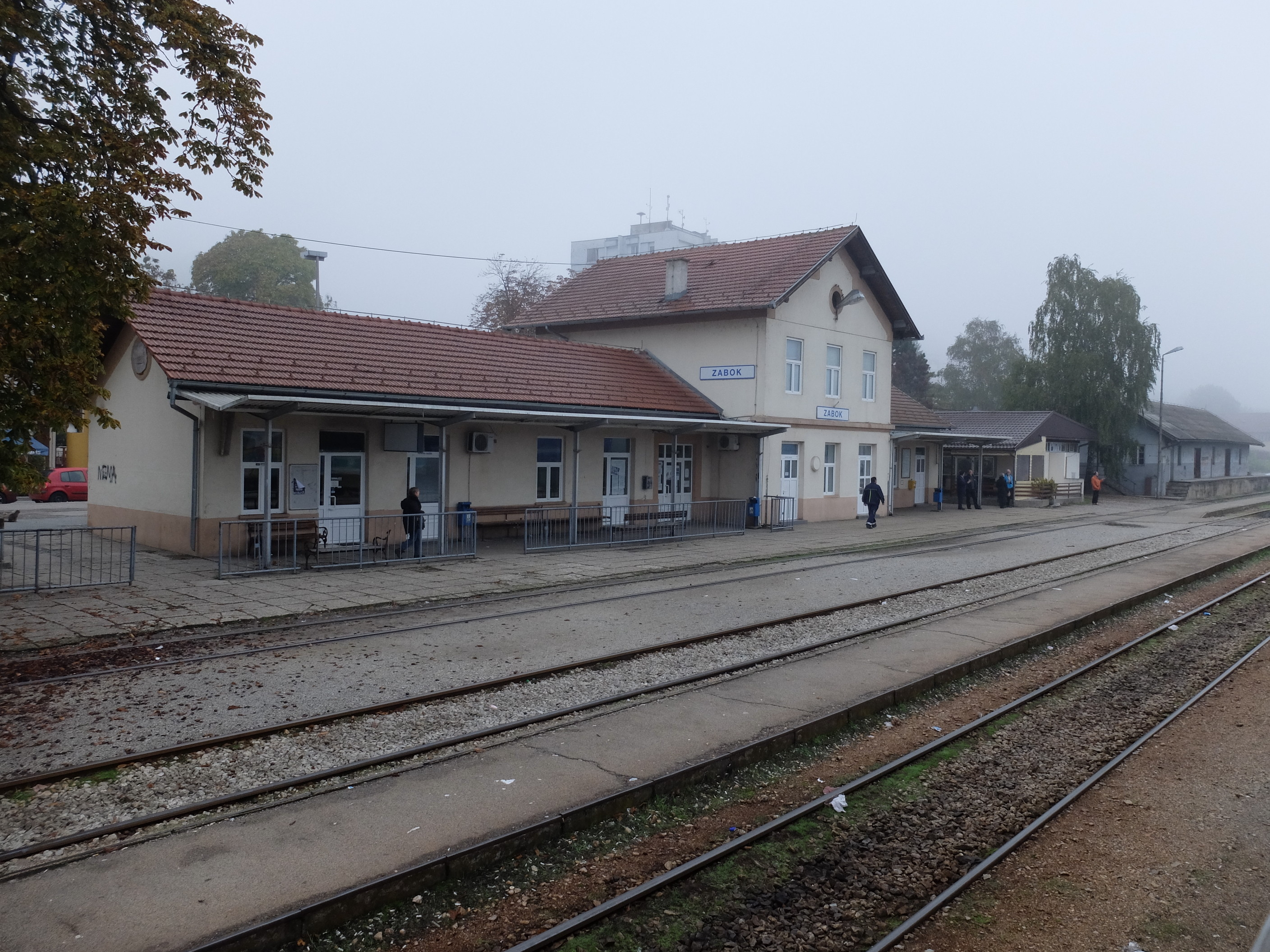
Bahnhof vor der Renovierung und Elektrifizierung

Die Stadt besitzt heute Anschluss an die kroatische Autobahn A2 (Kilometer 35) sowie an die Nationalstraßen D1, D24, D205, D307 und ist regionaler Knotenpunkt des kroatischen Eisenbahnnetzes in der Relation Zagreb – Varaždin – Čakovec.
Zabok liegt in der Weinbau-Unterregion Zagorje-Međimurje, in der vor allem Riesling und die Graševina (Weißweine) angebaut werden.

## Geschichte
Die erste urkundliche Erwähnung erfolgte 1335, als die Siedlung von König Karl I. von Ungarn an Petar, Sohn des Nuzlin übereignet wurde. Das Geschlecht Nuzlin trägt seitdem das Prädikat de Zabok und nannte sich ab dem 15. Jahrhundert „Zaboky de Zabok“.
Ab 1782 ließ Sigismund Vojković von Vojkffy, vormaliger Kommandant des Banal-Husaren-Regiments, eine Kirche in Zabok bauen, die 1805 fertiggestellt wurde. Mit der Abschaffung der Leibeigenschaft, konnten sich ehemals unfreie Bauern am Ort ihrer Wahl ansiedeln. Dadurch kam es zu einer Besiedlung des Gebiets zwischen Gredice und Bračak, wobei sich ein Siedlungskern um die Kirche bildete. Bis 1918 gehörte der Ort zum ungarischen Komitat Warasdin. Erst nach dem Zweiten Weltkrieg erreichte die Stadt ihre heutige Ausdehnung, als sich das Ortsgebiet nördlich parallel der Bahnstrecke erweiterte.

## Kultur und Sehenswürdigkeiten
Zu den interessanten Bauten der Stadt zählen die Kirche St. Helena (1805) und die Kapelle St. Antonius. Ferner existieren in der Stadt das Palais Gjalski und das Palais Bračak.
In Zabok erinnern Denkmäler an die kroatischen Dichter Antun Gustav Matoš und Katarina Zrinska Frankopan.

## Sport
In der Stadt ansässig ist der KK Zabok, ein in der ersten kroatischen Liga spielender Basketballverein.

## Persönlichkeiten
- Rade Marković (1921–2010), Schriftsteller, hier verstorben
- Damir Krznar (* 1972), Fußballspieler und -trainer
- Marko Kolar (* 1995), Fußballspieler
- Matija Gregurić (* 1996), Hammerwerfer
- Dominik Kotarski (* 2000), Fußballspieler
- Jurica Jurčec (* 2002), Fußballspieler